# Live from Earth
Live from Earth – tytuł pierwszego koncertowego krążka w karierze amerykańskiej gwiazdy muzyki rockowej Pat Benatar. Album ukazał się w październiku 1983 roku i odniósł ogromny sukces na amerykańskich listach przebojów. Krążek dotarł do pozycji trzynastej na liście Billboardu i zyskał status platynowej płyty, co było rzadko spotykanym zjawiskiem w przypadku wydawnictw koncertowych. Płyta zawierała tylko dwa premierowe utwory, z których jeden pt. "Love Is A Battlefield" ukazał się na singlu. Piosenka szybko wspięła się na czołowe pozycje światowych list przebojów, stając się pierwszym międzynarodowym hitem Benatar. Singel w błyskawicznym tempie zdobył status złotego krążka, rozchodząc się w samych tylko Stanach w ponad półmilionowym nakładzie. Piosence towarzyszył pamiętny wideoklip, który nieprzerwanie gościł na antenie MTV. Klip do "Love Is A Battlefield" został uznany przez krytyków za jeden z najważniejszych w historii MTV, czego dowodem jest jego obecność na liście 100 najwspanialszych klipów wszech czasów. Za "Love Is A Battlefield" Benatar otrzymała czwartą z rzędu nagrodę Grammy dla najlepszej rockowej wokalistki.

## Lista utworów
1. Fire And Ice
2. Looking For A Stranger
3. I Want Out
4. We Live For Love
5. Hell Is For Children
6. Hit Me With Your Best Shot
7. Promises In The Dark
8. Heartbreaker
9. Love Is A Battlefield
10. Lipstick Lies

## Twórcy
- Pat Benatar – śpiew
- Neil Geraldo – gitara, instrumenty klawiszowe, chórki
- Roger Capps – gitara basowa, chórki
- Myron Grombacher – perkusja
- Charlie Giordano – instrumenty klawiszowe